# الكسندر بيثيون (سياسي)
الكسندر بيثيون هو سياسي كندي، ولد في 1852 في بيتيربوروغ في كندا، وتوفي في 10 يونيو 1947 في مقاطعة لوس أنجلوس في الولايات المتحدة. انتخب عمدة فانكوفر ‏ (1907 – 1908).